# يونان الموكيانية
يونان الموكيانية وهو مصطلح يشير إلى أواخر العصر البرونزي لليونان القديم (1600-1100 ق.م) وقد أُخذ إسمها من الموقع الأثري في اليونان موكناي أرغوليذا في بيلوبونيز في اليونان ولهذه الحضارة مناطق أُخرى وهي تيرينس وبيلوس وأثينا وثيفا وأورخومينوس وآيولكوس وكما لها مواقع أخرى في بحر إيجة وآسيا الصغرى وبلاد الشام وقبرص وكريت وإيطاليا.
قدم اليونانيون الموكيانيون العديد من الابتكارات في مجالات الهندسة والعمارة والبنية التحتية العسكرية، بينما كانت التجارة على مساحات واسعة من البحر المتوسط ضرورية من أجل الاقتصاد الموكياني. تعتبر كتابتهم المقطعية، النظام الخطي ب، أول سجلات مكتوبة باللغة اليونانية الهندية الأوروبية واشتمل دينهم بالفعل على عدة آلهة يمكن أن تجدها أيضًا في مجموعة الأوليمبيين. هيمن على يونان الموكيانية مجتمع الصفوة المحاربة وتكونت من شبكة من الولايات المتمركزة حول القصر التي أدت إلى أنظمة هرمية وسياسية واجتماعية واقتصادية صلبة. وكان الملك على رأس المجتمع ويُعرف بالواناكس.
انتهت يونان الموكيانية مع انهيار حضارة العصر البرونزي شرق البحر المتوسط، كي يتبعها ما يُسمى بالعصور اليونانية المظلمة، فترة انتقالية بلا سجلات تؤدي إلى اليونان العتيقة التي شهدت تحولات هامة من حيث التنظيمات الاجتماعية الاقتصادية من التمركز حول القصر إلى أشكال لامتمركزة (شاملة الاستخدام المفرط للحديد). اقتُرحت نظريات متنوعة لنهاية هذه الحضارة، من بينها الغزو الدوريوني أو أنشطته المتعلقة بـ«شعوب البحر». اقتُرحت أيضًا نظريات مثل الكوارث الطبيعية والتغيرات المناخية. أصبحت الحقبة الموكيانية الفترة التاريخية للأدب والميثولوجيا الإغريقيين، بما فيها سلسلة ملحمة طروادة.

## التسلسل الزمني
يطلق علماء الآثار المحدثون على العصر البرونزي في اليونان بشكل عام «الحقبة الهلادية»، على اسم هيلاس، الاسم الإغريقي لليونان. تنقسم هذه الحقبة إلى ثلاث فترات فرعية: الفترة الهلادية المبكرة (نحو 2900 - 2000 قبل الميلاد) والتي كانت فترة من الازدهار تتميز باستخدام المعادن ونمو في التنظيمات التكنولوجية والاقتصادية والاجتماعية. والفترة الهلادية المتوسطة (نحو 2000-1650 قبل الميلاد) والتي كان إيقاع تطورها أبطأ، مثل تطور المساكن ذات الصالات الكبيرة وقبور الدفن ذات التوابيت الحجرية. أخيرًا، الحقبة الهلادية المتأخرة (نحو 1650- 1050 قبل الميلاد) التي تتزامن مع يونان الموكيانية تقريبًا.
تنقسم الفترة الهلادية المتأخرة أكثر إلى الفترة الهلادية المتأخرة 1 (نحو 1650-1425 قبل الميلاد) والفترة الهلادية المتأخرة 2 (نحو 1425-1050 قبل الميلاد)، فترة توسع الحضارة الموكيانية وتدهورها وانهيارها. تُعرف الفترة الانتقالية من العصر البرونزي إلى العصر الحديدي في اليونان بشبه الموكيانية.

## الهوية
أوضح فك شفرة النص الخطي الموكياني ب، نظام كتابة تكيف مع استخدام اللغة اليونانية الهندوأوروبية للعصر البرونزي المتأخر، اتصال الخطاب اليوناني من الألفية الثانية قبل الميلاد إلى القرن الثامن قبل الميلاد حتى ظهر نص ألفبائي فينيقي. بالإضافة إلى ذلك، أظهر أن أصحاب الثقافة الموكيانية كانت أصولهم مرتبطة بالسكان الذين أقاموا في شبه الجزيرة اليونانية بعد نهاية هذه الحقبة الثقافية. وأخيرًا، ميز ابتكار لغة هندية أوروبية في منطقة إيجة على عكس اللغات القبلية غير المتصلة بها في المناطق المجاورة. هناك مصطلحات مشتركة متنوعة لسكان يونان الموكيانية كان يستخدمها هوميروس في ملحمته، الإلياذة، في القرن الثامن قبل الميلاد. عندما حاصر تحالف من الدول اليونانية الصغيرة تحت ملك موكناي، مدينة طروادة المسورة.
استخدم هوميروس بالتبادل الأخيونين الإثنييين ودانانس والأرغوس للإشارة إلى المحاصرين. يبدو أن هذه الأسماء انتقلت من وقت استخدامها إلى الوقت الذي طبقها هوميروس كمصطلحات مشتركة في الإلياذة. هناك إشارة منعزلة إلى أ- كا- وي- جا- دي في سجلات النص الخطي ب في كنوسوس في كريت ويعود تاريخها إلى نحو 1400 قبل الميلاد، التي تشير غالبًا إلى ولاية موكيانية (أخيونية) على البر الرئيسي اليوناني.
تذكر السجلات المصرية ت(د)-ن-جاي أو أرض دانايا (تاناجو) لأول مرة نحو 1479 قبل الميلاد، أثناء حكم الفرعون تحتمس الثالث (نحو 1479-1425 قبل الميلاد). تُعرف هذه الأرض جغرافيًا من فترة حكم أمنحوتب الثالث (نحو 1390- 1352 قبل الميلاد) حيث تذكر العديد من مدن دانايا، التي تغطي أكبر جزء من البر الجنوبي لليونان. من بينها مدن تعرفنا عليها بدقة مثل موكيان نافبليو وطيبة. دانايا هي اسم يعادل الاسم الإثني داناوي، اسم الأسرة الحاكمة الأسطورية التي حكمت منطقة أرغوس، أيضًا استخدمها هوميروس كاسم إثني للشعب اليوناني.
في السجلات الرسمية لإمبراطورية أخرى من العصر البرونزي، وهي إمبراطورية الحيثيين في الأناضول، تذكر مراجع متنوعة من 1400 إلى 1220 قبل الميلاد بلدًا تُسمى أهياوا. تظهر دراسة حديثة معتمدة على تفسيرات للنقوش الحيثية ودراسات استقصائية حديثة للأدلة الأثرية عن الاتصالات الموكيانية الأناضولية أثناء هذه الحقبة، أن مصطلح أهياوا يجب أن يكون قد استُخدم للإشارة إلى العالم اليوكاني (أرض الأخيونيين)، أو على الأقل جزء منها. قد يكون لهذا المصطلح دلالات أوسع في بعض النصوص، فمن المحتمل أنها كانت تشير إلى كل المناطق التي استوطنها اليوكانيون أو المناطق الواقعة تحت سيطرة اليوكانيين السياسية. شاع تعريف اسم آخر من الأسماء الإثنية، إكويش في الكتابات المصرية للقرن الثاني عشر قبل الميلاد، بالأهياويين. ذُكر هؤلاء الإكويش بأنهم مجموعة من شعوب البحر.

## التاريخ

### حقبة القبر الرمحي (نحو 1600-1450 قبل الميلاد)
اقترح العلماء نظريات مختلفة عن أصول اليوكانيين. وفقًا لأحد هذه النظريات، عكست الحضارة الموكيانية فرض الضرائب الخارجي للأوروبيين الهنود المتعنتين من السهب الأوراسي على السكان المحليين الذين وُجدوا قبل الموكيانيين. لكن تحتم قضية ما في هذه النظرية وجود العلاقات المادية والثقافية الهشة للغاية بين سكان إيجة وسكان السهول الشمالية أثناء العصر البرونزي. تقترح نظرية أخرى أن الحضارة الموكيانية في اليونان ترجع إلى ما يقرب من 3000 قبل الميلاد مع دخول المهاجرين الأوربيين الهنود منطقة خالية من السكان غالبًا؛ تجادل فرضيات أخرى أن تاريخها يرجع إلى الألفية السابعة قبل الميلاد (مع انتشار الزراعة) واستمر حتى 1600 قبل الميلاد (مع انتشار تكنولوجيا العربات). أظهرت دراسة جينية أُجريت عام 2017 بقيادة لازاريديس وآخرون أن «المينويين والموكانيين متشابهون جينيًا لكن يختلف الموكانييون عن المينويون في انسلالهم من سلف إضافي من مصدر نهائي يتعلق بالصيادين الجامعين من شرق أوروبا وسيبيريا، الذي ينحدر من أصل قريب متعلق بسكان إما بالسهول الأوراسية أو أرمانيا» لكن لازاريديس وزملاؤه يعترفون أن بحثهم «لا يحسم الجدال» بشأن الأصول الموكيانية.
على الرغم من الخلافات الأكاديمية المذكورة أعلاه، فإن الإجماع السائد بين أخصائيي علم الموكيانيين المعاصرين هو أن الحضارة الموكيانية، التي تجسدت في القبور الرمحية، نشأت وتطورت من المشهد الاجتماعي الثقافي المحلي في العصر البرونزي الأول والأوسط في البر الرئيسي لليونان مع تأثرهم بكريت المينوية. قرب نهاية العصر البرونزي الأوسط (نحو 1600 قبل الميلاد)، حدثت زيادة كبيرة في عدد السكان وعدد من المستوطنات. ظهر عدد من مراكز القوة في جنوب البر الرئيسي لليونان التي يسيطر عليها مجتمع النخبة المحاربة، في حين أن المساكن النموذجية في تلك الحقبة كانت من نوع قديم للمباني ذات الصالات الكبيرة. تُصنف بعض الهياكل الأكثر تعقيدًا على أنها من سوابق القصور التي أتت فيما بعد. كما نُصبت جدران دفاعية في عدد من المواقع.